# Jaune-rouge-bleu
Gelb-Rot-Blau, ou encore Jaune-rouge-bleu, est un tableau réalisé par Vassily Kandinsky en 1925. Cette huile sur toile est conservée au musée pompidou, à Paris.